# Гоноболина, Ольга Чарльзовна
Ольга Чарльзовна Гоноболина (укр. Ольга Чарльзівна Гоноболіна) — заслуженный художник Украины, дизайнер, сценограф, график, педагог, главная художница Херсонского областного театра кукол, доцент кафедры изобразительного искусства и дизайна Херсонского государственного университета.
Гоноболина занимается оформлением сцены для каждого спектакля, готовит декорации, материализует образы сказочных героев. Используя мастерство стилиста, скульптора и дизайнера, она создала мир кукол и масок, у каждой из которых свой характер.

## Биография
Ольга Чарльзовна родилась 17 мая 1963 года в городе Сухуми, в Абхазии. Её отец, Чарльз Алексеевич — русский ремесленник из Ленинградской области, переселился в Абхазию в 1950-х годах. Семья Гоноболиных принимала активное участие в художественной жизни Сухуми. Старший брат Ольги, Александр, увлёкся музыкой и стал скрипачом. Ольга с детства очень любила рисовать и лепила забавные фигурки из глины. Родители поощряли художественные наклонности дочери и водили её на выставки картин известных художников.
Частой гостьей семьи Гоноболиных была Варвара Дмитриевна Бубнова — русская художница, педагог, искусствовед, оказавшая значительное влияние на формирование художественного вкуса Ольги.
В 1982 году окончила Сухумское художественное училище. В 1988 — окончила Ленинградское высшее художественно-промышленное училище им. В. И. Мухиной. С 2000 года — член Национального Союза художников Украины, с 2001 — дипломант Министерства культуры и искусств Украины и Национального Союза художников Украины. Указом Президента Украины № 175/2009 от 20 марта 2009 года Ольге Гоноболиной присвоено звание «Заслуженный художник Украины».